# Hormoaning
Hormoaning er en ep fra det amerikanske grungeband Nirvana. Den blev udgivet 5. februar 1992 i Australien og Japan under en af deres turnéer.

## Sange
Fire af sangene på Hormoaning er covernumre, som ikke tidligere havde været udgivet. De to sidste sange er Nirvanas egne, som tidligere havde været udgivet som b-sider.

## Numre
1. "Turnaround" (Devo) – 2:21
2. "Aneurysm" (Cobain/Nirvana) – 4:49
3. "D-7" (The Wipers) – 3:47
4. "Son of a Gun" (The Vaselines) – 2:50
5. "Even in His Youth" (Cobain/Nirvana) – 3:07
6. "Molly's Lips" (The Vaselines) – 1:53

## Hitlisteplaceringer
| år   | Liste                            | position |
| ---- | -------------------------------- | -------- |
| 1992 | Official Australian Albums Chart | Nr. 2    |
| 1992 | Official Japanese Albums Chart   | Nr. 67   |